# Quia maior

Wappen Papst Innozenz’ III.

Mit der sogenannten Kreuzzugbulle Quia maior rief Papst Innozenz III. im Frühjahr 1213 zu einem weiteren Kreuzzug auf. Auf dem Vierten Laterankonzil (1215) wurde auf dieser Grundlage der fünfte Kreuzzug beschlossen, der in die Geschichte als der Kreuzzug von Damiette (1217–1221) einging.

## Fünfter Kreuzzug
Nach der klassischen Zählung wird die Belagerung von Damiette in den Jahren 1217 bis 1221 als der „Fünfte Kreuzzug“ bezeichnet. Der Kreuzzug – so legte der Papst mit dieser Bulle fest – sollte unter Führung eines päpstlichen Legaten geleitet werden.

## Begründung zum Kreuzzug
Der Papst nannte mehrere Gründe für einen erneuten Kreuzzug, so führt er die Sarazenenfestungen in der Nähe christlicher Niederlassungen an. Die Hauptgründe lagen jedoch mehr im theologisch-philosophischen Spektrum.
In seiner Bulle  wird Mohammed ein „Betrüger“ und der „Erstgeborene des Satans“ genannt und der Koran ein „Schleier der Finsternis“. In seinem Kreuzzugschreiben droht er den Gegnern der Kreuzzüge:

„Der König der Könige, der Herr Jesus Christus (wird sie) verurteilen für das Laster der Undankbarkeit und für das Verbrechen der Untreue, falls sie es unterlassen, ihm zu Hilfe zu eilen, da er, so wie der Fall liegt, aus seinem Königreich vertrieben wurde, das er um den Preis seines Blutes erwarb. So sollen (sie) wissen, dass jeder, der in dieser Stunde der Not seinem Erlöser den Dienst verweigert, sich schwer verschuldigt und schwer zu beschuldigen ist“

## Spenden und Ablässe
Die auf dem Laterankonzil beschlossene Konstitution zur Durchführung des Kreuzzuges beinhalteten die Vorrechte, die bereits in der Kreuzzugsbulle Erwähnung fanden, sie wurden erneut gewährt und bestätigt. Der Papst ruft zu Spenden auf und gibt mit einer großzügigen Spende ein gutes Beispiel.
Neben dem Kreuzzugsablass wurden den Kreuzfahrern weitere geistliche Privilegien gewährt; so galten ihnen zum Beispiel die Fürbitten, die die Gläubigen für den Schutz des Heiligen Lands leisten sollten.
Zur Ablassgewinnung ordnete Innozenz III. für jede Gemeinde der westlichen Christenheit tägliche Fürbitten, eine monatliche Prozession und bestimmte Gebetsleistungen für das Heilige Land an.